# Sally Jessy Raphael
Sally Lowenthal (née le 25 février 1935), plus connue sous le nom de Sally Jessy Raphael, est une présentatrice américaine de talk-show.
Son émission Sally, anciennement The Sally Jessy Raphael Show, a été à l'antenne de 1983 à 2002.